# DIEMA-DD6-Draisine
Die DIEMA-DD6-Draisine war eine zweiachsige Draisine mit Wankelmotor, die von der Diepholzer Maschinenfabrik Fritz Schöttler in Diepholz für verschiedene Schmal- und Normalspurbahnen gebaut wurde. Es sind mindestens sieben Draisinen der Baujahre 1970–1974 bekannt. Mindestens eine davon war 2003 noch vorhanden.

## Bauart
Die meisten Draisinen dieser Bauart hatten einen Wankelmotor mit mechanischem Getriebe und einer Fahrgeschwindigkeit bis 29 km/h.
Eingebaut waren meist Wankelmotoren vom Typ KM48 und ein Getriebe von Hurth. Die einst in Gnarrenburg vorhandene Diema DD wurde seit ihrer Inbetriebnahme stark umgebaut. Die wurde zwischenzeitlich mit einem Hatz-Motor betrieben.

## Auszug aus der Lieferliste

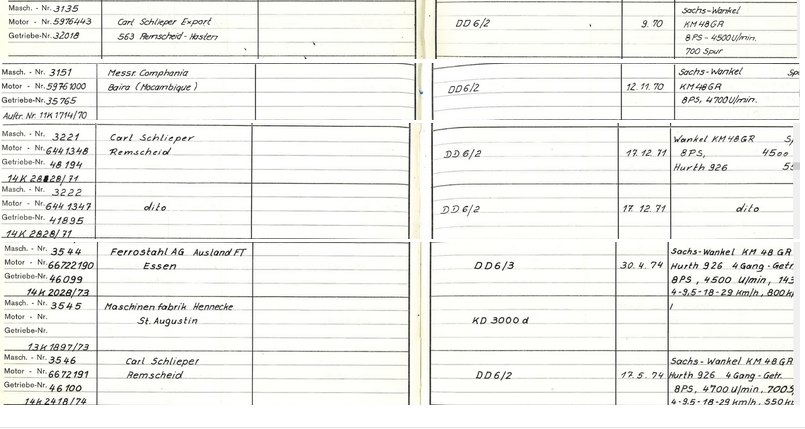
Auszug aus der Lieferliste der DIEMA-DD6-Draisinen, 1970–1974

Folgende Tabelle gibt einen auszugsweisen Einblick in die Lieferliste:
| Bauart    | Spurweite | Fabrik-Nr. | Motor                                                                                           | Motor-Nr. | Getriebe-Nr. | Auslieferung  | Empfänger                                |
| --------- | --------- | ---------- | ----------------------------------------------------------------------------------------------- | --------- | ------------ | ------------- | ---------------------------------------- |
| DD6/2     | 700 mm    | 3135       | Sachs-Wankel KM48GR, 8 PS, 4500/min                                                             | 5976443   | 32018        | Sept. 1970    | Carl Schlieper, Export, Remscheid-Hasten |
| DD6/2     |           | 3151       | Sachs-Wankel KM48GR, 8 PS, 4700/min                                                             | 597641000 | 35765        | 12. Dez. 1970 | Messr. Comphania, Baira (Mosambik)       |
| DD 6/2    |           | 3221       | Sachs-Wankel KM48GR, 8 PS, 4500/min, Hurth 926 Getriebe, 550 kg                                 | 6441348   | 48194        | 17. Dez. 1970 | Carl Schlieper, Remscheid                |
| DD 6/2    |           | 3222       | Sachs-Wankel KM48GR, 8 PS, 4500/min, Hurth 926 Getriebe, 550 kg                                 | 6441347   | 48195        | 17. Dez. 1970 | Carl Schlieper, Remscheid                |
| DD 6/3    | 1435 mm   | 3544       | Sachs-Wankel KM48GR, 8 PS, 4500/min, Hurth 926, 4-Gang-Getriebe, 4 – 9,5 – 18 – 29 km/h, 800 kg | 66722190  | 46099        | 30. Apr. 1974 | Ferrostahl AG, Essen, Ausland FT         |
| KD 3000 d |           | 3545       |                                                                                                 |           |              |               | Maschinenfabrik Henneke, Sankt Augustin  |
| DD 6/2    | 700 mm    | 3546       | Sachs-Wankel KM48GR, 8 PS, 4700/min, Hurth 926, 4-Gang-Getriebe, 4 – 9,5 – 18 – 29 km/h, 550 kg | 6672191   | 46100        | 17. Mai 1974  | Carl Schlieper, Remscheid                |